# Henry Markham
Ne doit pas être confondu avec Henry Markram.
Henry Harrison Markham (16 novembre 1840 – 9 octobre 1923) est membre de la Chambre des représentants des États-Unis du 4 mars 1885 au 3 mars 1887 et est le 18e gouverneur de Californie du 8 janvier 1891 au 11 janvier 1895.

## Biographie
Henry Markham est né à Wilmington dans le nord de l'état de New York et est diplômé en 1862 au sein de la Wheeler’s Academy dans l'état du Vermont. Il exerce dans un premier temps le métier d'enseignant avant de s'engager dans l'Armée de l'Union en 1863. En 1864, il participe à la marche de Sherman vers la mer et est sérieusement blessé en 1865, ce qui lui vaut d'être libéré de ses obligations militaires au mois de juin.
Après guerre, Henry Markham étudie le droit et est admis en 1867 au barreau du Wisconsin. En 1879, il part s'installer à Pasadena, en Californie, où il continue de pratiquer le droit.
En 1885, il est élu à la Chambre des représentants des États-Unis mais refuse de se présenter à sa réélection et termine son mandat en 1887. Il ne renonce pas pour autant à l'action politique et il devient, en janvier 1891, gouverneur de Californie. Son mandat fut marqué par une dépression économique qu'il essaya de combattre en faisant la promotion de l'exposition de San Francisco de 1894 qui attira deux millions de visiteurs.